# Forces de défense botswanaises
Pour les articles homonymes, voir BDF.

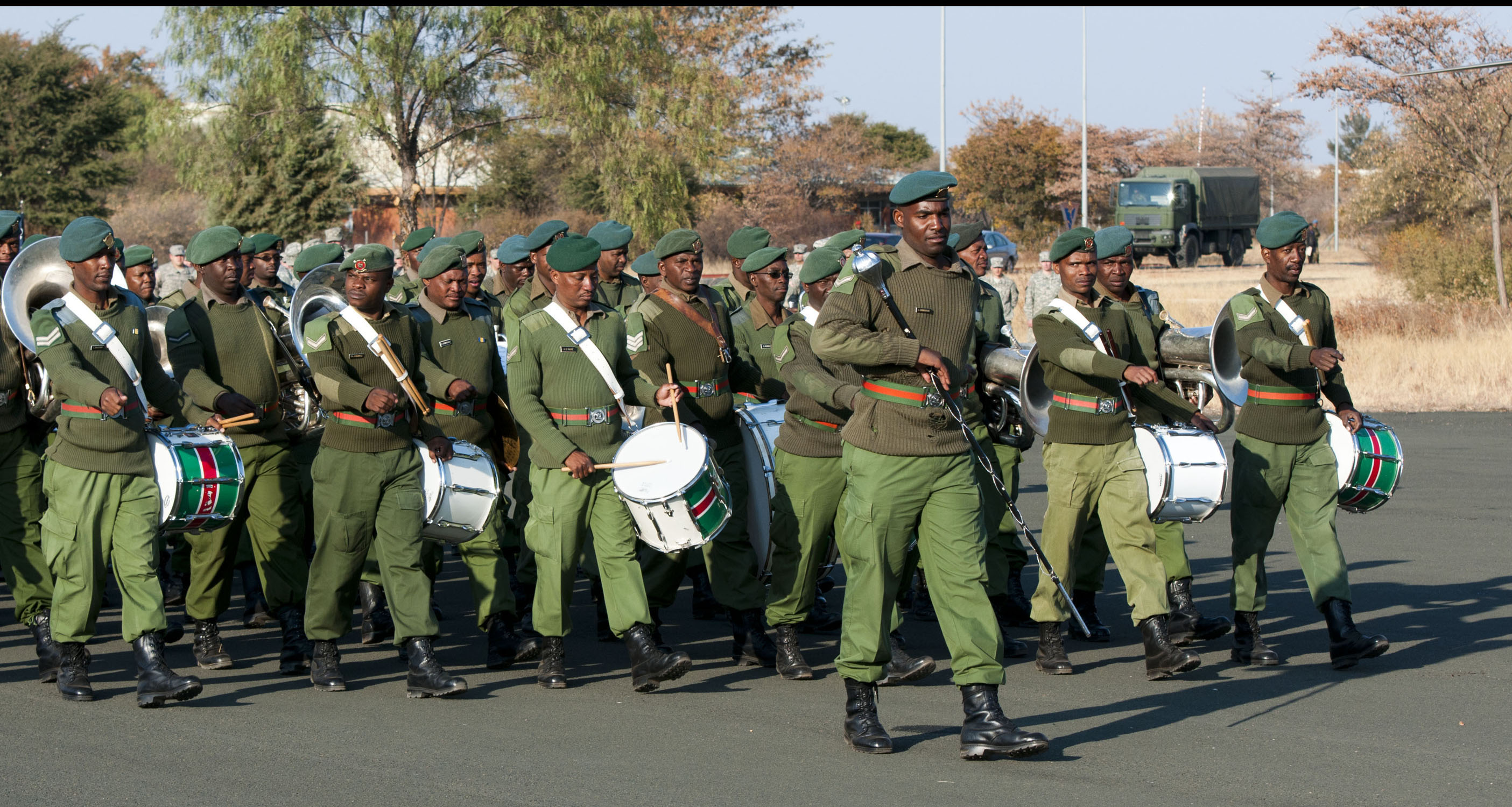
Orchestre militaire botswanais durant un défilé en 2010.

Les Forces de défense botswanaises (FDB), (en anglais, Botswana Defence Force ou BDF) sont les forces de défense du Botswana formées en avril 1977, elles comprenaient 9 000 personnels actifs en 2020 . Le commandant en chef est le président du Botswana. Elles sont composées d'une force terrestre, d'une force aérienne et d'un commandement logistique.
Le Botswana étant un pays enclavé, celui-ci ne dispose pas d'une marine de guerre. Les FDB disposaient d'un budget de la défense de 489 millions de dollars USD, soit 2,57% du PIB en 2022.

## Historique
À sa création, depuis l'unité de police mobile du Botswana créée lors de l'indépendance du pays en 1965, elle est composée d'une compagnie de fusiliers comportant 109 Land Rover. En 1978, l’embuscade de Lesoma effectuée par les forces rebelles de la Rhodésie du Sud tue quinze soldats du Botswana. Le 14 juin 1985, le Raid on Gaborone (en) effectué par les commandos des forces de défense sud-africaines tuent douze personnes dans la capitale de ce pays.

## Forces terrestres
Les Forces terrestres de défense botswanaises sont nommées Botswana Ground Force. En 2009, elles comprenaient 9 000 militaires d'actifs.
Elles sont composées des unités suivantes [Quand ?] :
- 1st Armoured Brigade (Gaborone)
- 1st Infantry Brigade (brigade mécanisé à Gaborone)
- 2nd Infantry Brigade (brigade motorisé à Francistown)
- 3rd Infantry Brigade (brigade motorisé à Ghanzi)
- 1st Commando Regiment (Gaborone)
- Quatre bataillons d'infanterie indépendants
- Deux brigades d'artillerie
- Un régiment de génie militaire de combat
- Un bataillon de défense antiaérienne
- Army river-wing

Leur principal matériel lourd est une trentaine de chars légers SK-105 Kürassier.
Des équipements de défense anti-aérienne Mistral et VL-MICA ont fait l'objet d'un contrat d'acquisition auprès de la société MBDA en 2016.

## Force aérienne

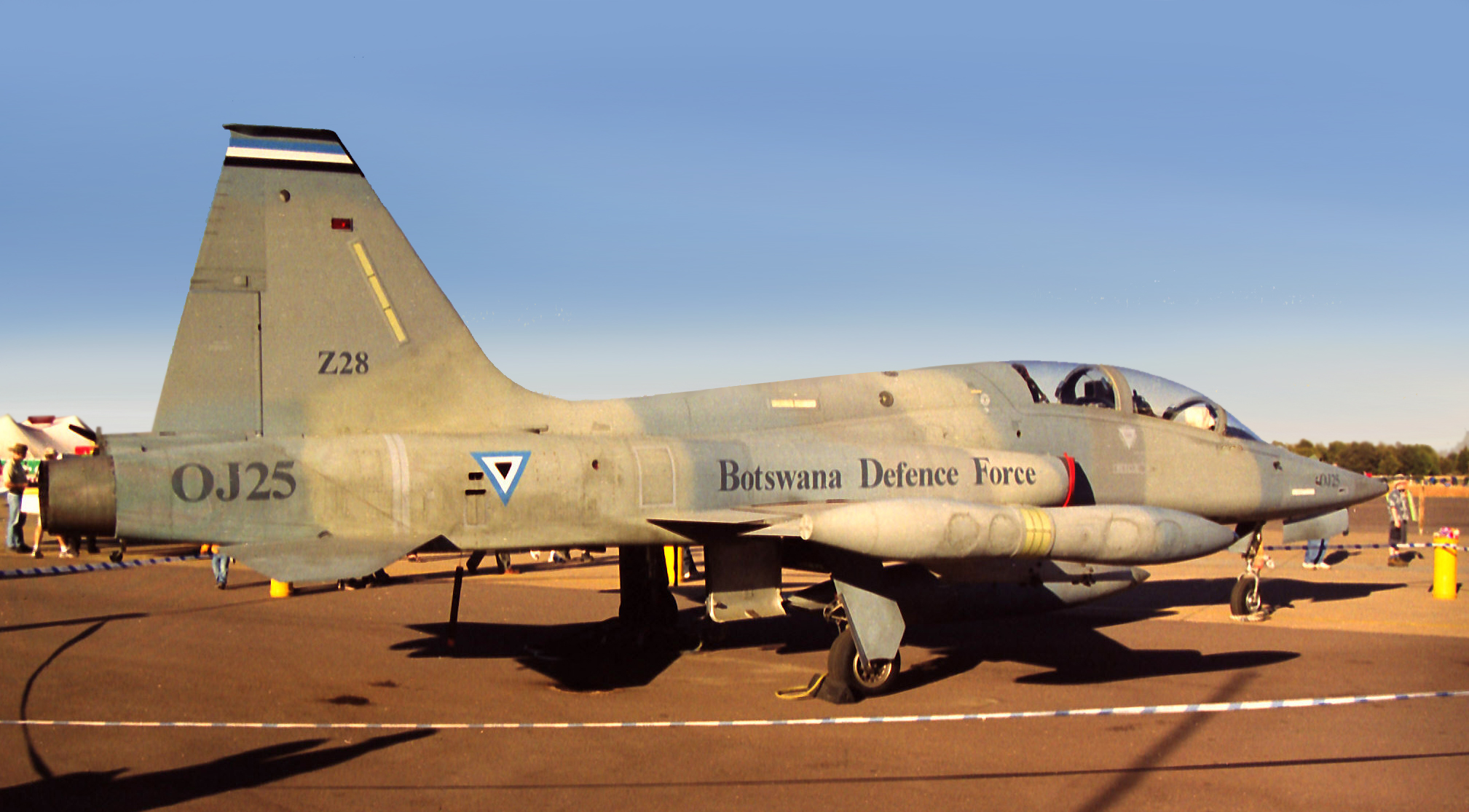
Un CF-5A du Botswana en 2002.

L'armée de l'air, nommée Escadre aérienne de la force de défense du Botswana ((en) : Botswana Defence Force Air Wing), comprend en 2019 une quinzaine de CF-5A/B « Freedom Fighter » (sur 18 perçus), 3 Lockheed C-130 Hercules, 3 CASA C-212 et CN-235 et 5 Pilatus PC-7.
Le 9 aout 1979, un Britten-Norman Defender de cette aviation est abattu par un hélicoptère Alouette III de la Rhodesian Air Force.